# ژولین مدسا
ژولین مدسا (فرانسوی: Julien Médécin‎; ۳ نوامبر ۱۸۹۴ – ۲۶ ژانویهٔ ۱۹۸۶) معمار اهل موناکو بود.
از افتخارات وی میتوان به کسب مدال برنز معماری در بخش مسابقات هنری بازی‌های المپیک تابستانی ۱۹۲۴ اشاره کرد.